# بندر غاوسين (غرمسار كرمان)
بندر غاوسین (بالفارسية: بندرگاوسین) هي قرية تقع في إيران في قسم غرمسار الریفي. يقدر عدد سكانها بـ 87 نسمة بحسب إحصاء 2016.